# Српска девојачка школа у Задру
Српскa девојачка школа у Задру била је прва конфесионална женска школа основана 1. марта 1854. године, са циљем да се у њој, уз помоћ искусних учитеља, православна женска, и мушка деца школују из читања и писања на Српском језику, науке о хришћанству, а женска деца обуче у раду на плетењу, шивењу, кројењу, везењу и вођењу домаћинства. Ова образовна установа није била искључиво женска, него су њој наставу похађала и мушка деца. Број школске деце из године у годину био је на нивоу од 10–12 женске и 6–8 мушке, да би 1912. године школа имала укупно 27 ученица. Школа је престала са радом у јеку Првог светског рата почетком школске 1916/17. године. 

## Називи школе
Српске девојачка школа у Задру (1854 — 1895) — Српска мјешовита основна закладна школа (1895 — 1916)

## Историјски предуслови
Културни препород Срба у Далмацији прошао је кроз више фаза које су биле различито успешне зависно од стања у самој Монархији али и у српском националном корпусу. Буђење националне свести почело је у време када су се нације обликовале у целој Европи, у револуцији 1848/9. године. Са Октобарском дипломом и стварањем Далматинског сабора, наступио је период „Народног препорода“, односно политичко-културне борбе за понарођење Далмације, који је повезао Србе и Хрвате у заједничку Народну странку која је имала и свој орган Народни лист (Narodni list/Il Nazionale). У другој половини 19. века културу у Далмацији обележили су заједнички напори Срба и Хрвата да створе национална друштва. Међу њима је најважнија Матица далматинска, за чије оснивање и покретање је најзаслужнији Божидар Петрановић. Њихов задатак је био „понарођење” школства и увођење народног језика у јавни живот Срба у Далмацији.
У 19. веку на простору Далмације посебно су важни за културни развој Срба били градови Задар и Шибеник у којима су основане бројне српске школске, културне и политичке организације.
Новоосноване српске школе током 19. века била су изложена вишеструким утицајима — смештене између виша култура — италијанске, немачке и словенске и народносних група, којима је Далмација била преплављена.
Веома важну улогу у културном препороду Срба у Далмацији имала је вера и делатност Православне далматинске епархије, јер је црква у раздобљу које је претходило препороду била једина институција која је служила као чврст ослонац Срба на том простору. Поједине црквене личности често су биле иницијатори самог развоја, јер су деловали као културни просветитељи, а тиме су у значајној мери допринеле културном препороду Срба. Колико је овај чинилац био важан, сведочи и податак да је тек после потпуног разлаза са народњацима 1879/80. године, због све јачег утицаја Католичке цркве, дошло до самосталног политичког и културног развоја.

## Значај
Највећи значај рада ове образовне установе био је што је у свом педагошком и васпитном раду, који је кроз два века трајао више од шест деценија (1853—1916), дала значајне резултате у спречавању однарођивања, очувању православне вере, али и очувању српског језика у Задру, граду Далмације изразито обележеном
италијанском културом.

## Иницијатива за оснивање школе
Када се 1841. године седиште Далматинске православне епархије преселило из Шибеника у Задар међу тамошњим Србима јавила се идеја, проитсекла из потребе да се поред клерикалне школе за будуће свештенике оснује и једна основна конфесионална женска школа. Први је то питање покренуо православни далматински епископ Јеротеј Мутибарић (1843 — 1853), који по доласку у Дубровник, прво од проте Ђорђа Николајевића тражио информације, између осталога, и о школовању женске деце у тамошњој српској школи. Након упознавања са стањем 1844. године епископ Јеротеја Мутибарића је покренуо иницијативу за оснивање прве женске школе.
Мутибарић је 6. децембра 1844. године саставио „Акт фундационални” за оснивање Српске девојачке школе у Задру. У ту сврху позвао је угледније задарске грађане православне вероисповести са жељом да му помогну у тој акцији. Одзив је био задовољавајући, а он сам је акцију подржао прилагањем 100 фиорина и обавезом да ће по оснивању школе учитељу давати месечно по један фиорин. У тој акцији је сакупљено, 473 форинте за оснивање будуће школе.

Због разних околности акција епископа Мутибарић и угледнијих задарских грађана застала је пуних девет година, све док 6. децембра 1853. године, када је (у том периоду нови далматински епископ) Стефан Кнежевић (1854–1890), свестан значаја васпитавања женске деце у народном духу обновио „Акт фундационални” школе из 1841. године,
у којој ће се обучавати моћи дјеца мушка и женска јединствено Сербском читању, писању и науки христијанској, а кромје овога дјеца женска воособ у раду женском као плетењу, шивењу, кроењу, везењу и домостроителству, и речену школу предати једној искусној учитељки.

## Оснивање и рад школе до њеног затварања
Школа је почела да ради 1. марта 1854. године у црквено-парохијској кући, специјално изграђеној за ту намену. Школска зграда, у којој је радила Српска девојачка школа, изграђена је по нацртима инжењера Антонија Бачикија (Antonio Bacicchi). Била је то једна од велелепнијих зграда у Задру што се тиче архитектуре, на три спрата. Зграда је обновљена 1902. године. Према сачуваном нацрту тлоцрт нове зграде био је продужен за три прозорске осе у новој улици Calle del Tribunale бр. 859, а висина је остала једнака.
Њено устројство било је као и устројство свих осталих јавних народних школа у Далмацији. За прву учитељицу именована је Аполонија Видовић из Шибеника са годишњом платом од 240 форинт, која је са успехом је предавала све до 1862. године. За становање јој је додељен стан на првом спрату у црквено-парохијској кући под бр. 485, у којој су на првом спрату биле и школске просторије.
Ова девојачка школа није била строго женска школа, што се може видети из пописа стања у школској 1888—1889. години. Школу су похађала поред 30 девојака и четири ученика. Учитељица је била Милица Јелић, подучитељка Марта Ковачевић, вероучитељ Михаил Драголовић, парох задарски.
Највећи српски просветитељ Свети Сава је сваке године свечано је прослављан у девојачкој школи, о чему сведочи орган Српске странке у Далмацији. У самом чину освећења водице готово би редовно је учествовао задарски православни епископ, као и многи српски грађани и представници градске власти.2

### Промена назива школе
Како је 1890/89. години школу похађало 28 женске и 9 мушке деце. промењен јој је назив 1895. године у „ Српска мјешовита основна закладна школа”.

### Учитељице школе
За прву учитељицу постављена је Аполонија Видовић из Шибеника, која је са успехом предавала све до 1862. године. За становање јој је додељен стан на првом спрату у црквено-парохијској кући под бр. 485, у којој су на првом спрату биле и школске просторије.
Након прве учитељице Аполоније Видовић у женској школи децу су подучавале и учитељице: 
| - Јелена Скакић (1863–1871), - Милица Скакић (1871–1879), - Марија Бјеговић (1880–1881), - Анђелина Матијевић (1882), - Јелена Гаћеша (1882–1884), - Марта Коваче- вић (1885–1895), - Екатерина Бракус (1886), - Јелка Краиновић (1887–1888), | - Милица Јелић (1889), - Зорка Томановић (1890–1893), - Анка Мирковић (1894–1896), - Видосава Летић (1897–1902), - Милева Ђордан (1902–1904), - Љубосава Галогажа (1905), - Даница Бичанска од 1906. до школске 1916/1917. |

### Остале активности школе
Дечја школа
У склопу Српске девојачке школе у Задру од 1854. године основана је и дечја школа (вртић) позната као „детињи врт” или „детиње забавиште”.
Вртић, који су похађала деца од четврте до шесте године, радио је систему Фридрика Фребела.
Позориште
Прва позоришна представа на српском језику изведена је у Задру у Српској девојачкој школи, која је била позната по свом позоришном животу, то јест „Српском детињем театру” који је отворен кад и школа, 1854. године, и то превасходно за децу ове приватне православне школе. О дечјој позоришној активности сведочи Герасим Петрановић који пише:
„Постојано речене српске школе и ревности неки родољуба имамо, што смо у овој општини доживјели оно, што се рједко у којој другој виђа, то јест, да су српска дјечица и дјевојке наше на материњем језику досад двапут врло вијешто представљали, и то прво веселу игру: Црнкињу, а друго: Младе ловце, кое су баш за дјецу скорене”.

## Престанак рада школе
На почетку Првог светског рата за Српску девојачку школу настале су тешке прилике. Упркос свему, прве две ратне године школа је некако опстајала, да би политичке околности, убрзо утицале на рад свих школа, а нарочито оних које су важиле за српске школе у Далмацији.
Школа је престала да ради почетком школске 1916/17. године, не због неког акта о укидаљу Српске девојачке школе, него због одбијен продужетак дозволе поучавања јединој учитељици школе Даници Бићански, коју је она по тадашњим школским законима сваке године требало да продужава, будући да је била из Сомбора, угарског дела Монархије.
Одлука о прекиду рада школе донесена је иако се котарски школски надзорник Балић најповољније изјаснио о поменутој учитељици рекавши да:
ради у патриотском и династичном смислу, те да би је укидање дозволе довело у тешку социјалну и материјалну ситуацију.